# Sosias

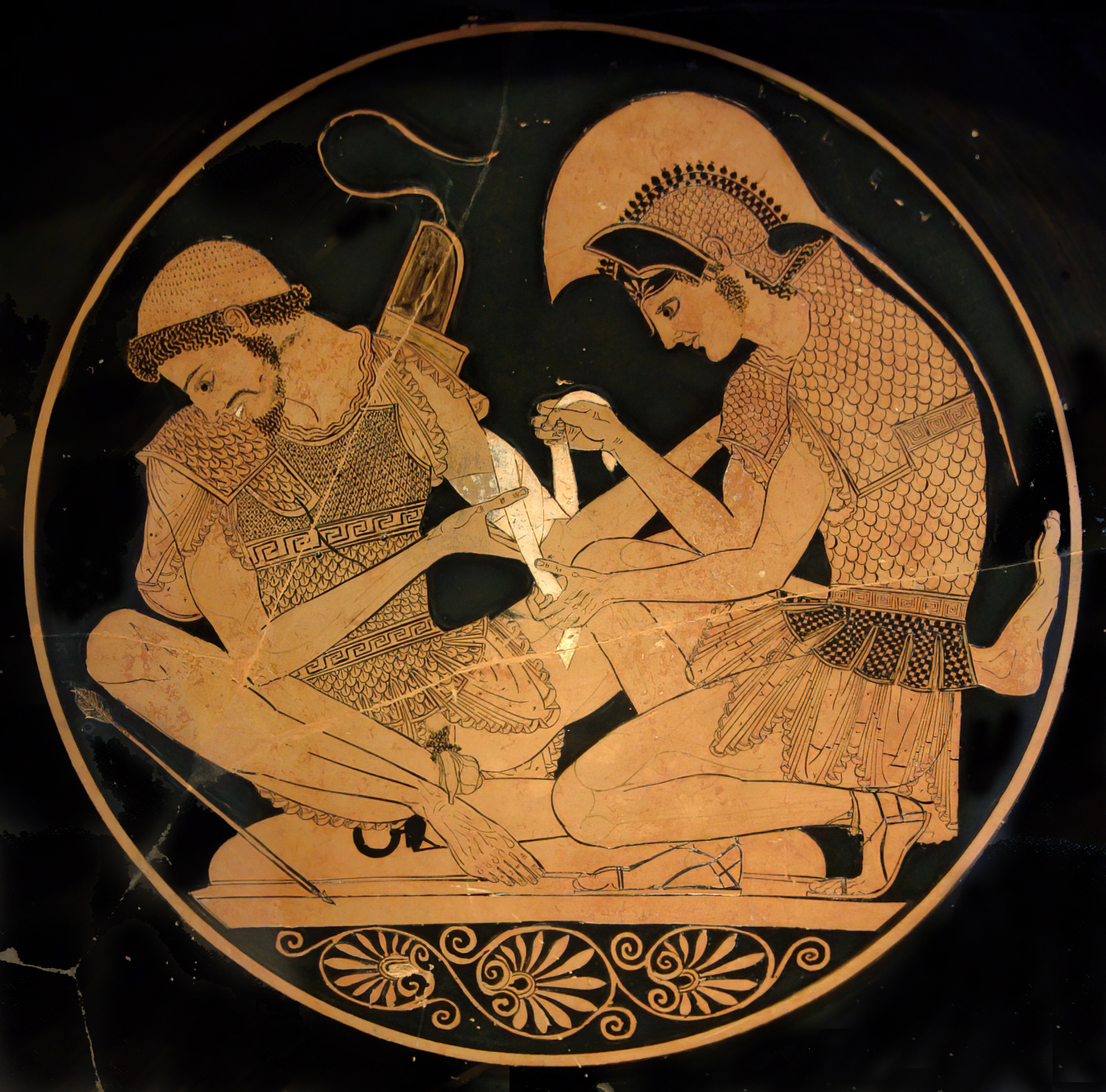
Achilles opatrujący rany Patroklesa; Altes Muzeum, Berlin

Sosias (VI/V wiek p.n.e.) – garncarz grecki, jeden z przedstawicieli stylu czerwonofigurowego.
Znany jest z sygnatur na dwóch wazach. Był kontynuatorem stylu czarnofigurowego, ukazując postacie w najszerszych płaszczyznach i unikając skrótów perspektywicznych. Próbował oddawać muskulaturę postaci za pomocą kilku schematycznych linii. Naturalne fałdowanie szat przedstawiał dokładnie, starając się na swoich malowidłach odtworzyć grubość materii i różnorodność draperii. Malował sceny zarówno mitologiczne, jak i sportowe.
Jednym z najbardziej znanych dzieł Sosiasa jest kyliks o wnętrzu dekorowanym przedstawieniem Achillesa opatrującego rany Patroklesa, a na zewnątrz wprowadzeniem Heraklesa na Olimp (obecnie w zbiorach Altes Museum).